# Ijuuin Hikaru
Ijuuin Hikaru (japanska: 伊集院 光 (いじゅういん ひかる), riktigt namn：篠岡 建 (しのおか けん)  Shinooka Ken), tidigare efternamn: 田中 Tanaka), född november 1967, är en japansk komiker, radiopersonlighet, spelkritiker och kommentator från  Kita i  Tokyo.
Han är värd för nattradioprogrammet 深夜の馬鹿力 (shin'ya no bakadjikara).